# Lithospermum trinervium
Lithospermum trinervium là loài thực vật có hoa trong họ Mồ hôi. Loài này được (Lehm.) J. Cohen mô tả khoa học đầu tiên năm 2009.